# Antônio Maria de Rezende Correia
Antônio Maria de Rezende Correia, mais conhecido como Antônio Correia, (União, 25 de janeiro de 1909 —  15 de maio de 1985) foi um médico, professor e político brasileiro, outrora deputado federal pelo Piauí.

## Dados biográficos
Filho de Estêvão Correia e de Isabel de Resende Correia. Médico formado na Universidade Federal do Rio de Janeiro em 1930 com especialização em Ginecologia e Obstetrícia pela Universidade de São Paulo, retornou ao Piauí e foi professor da Escola Normal Oficial de Teresina por seis anos a partir de 1938. Presidente da Associação Piauiense de Medicina e membro da Associação Piauiense de Imprensa, filou-se à UDN nos estertores do Estado Novo e por esta legenda foi eleito deputado federal em 1945. Membro do Centro de Estudos e Defesa do Petróleo e da Economia Nacional, reelegeu-se para a Câmara dos Deputados em 1950 e figurou como suplente quatro anos depois.